# Eddie (filme)
Eddie - Ninguém Segura esta Mulher (Eddie) é um filme de comédia e esporte de 1996, dirigido por Steve Rash e estrelado por Whoopi Goldberg.
O filme conta a história de Eddie, uma atrapalhada motorista que se torna a treinadora oficial do seu time de basquete do coração, os New York Knicks.
Durante as filmagens, Whoopi Goldberg e o ator  Frank Langella começaram a namorar. O relacionamento dos dois durou até 2001.

## Sinopse
A motorista de limousines Eddie Franklin é uma torcedora fanática dos Knicks, seu time de basquete favorito. Quando um milionário compra o time e resolve fazer dele um sucesso de marketing, Eddie ganha um concurso para ser treinadora honorária do time, impressionando o milionário que a contrata como técnica oficial e demite o antigo treinador, o estressado  Bailey. O milionário só não imaginava que a atrapalhada Eddie conseguiria ganhar a amizade dos jogadores e levar os Knicks as grandes finais, atrapalhando seus reais planos de vender o time. Em meio a isso, Eddie treina o time para enfrentar nas finais, os Charlotte Hornets, agora liderados por Bailey.

## Elenco
- Whoopi Goldberg - Edwina "Eddie" Franklin
- Frank Langella - William "Wild Bill" Burgess
- Dennis Farina - Treinador John Bailey
- Richard Jenkins -  Carl Zimmer
- Lisa Ann Walter - Claudine
- John Benjamin Hickey - Joe Nader
- John Salley - Nate Wilson
- Mark Jackson - Darren "Preachor" Taylor
- Malik Sealy - Stacy Patton
- Dwayne Schintzius - Ivan Radovadovitch
- John DiMaggio - Funcionário da construção civil

- Jogadores de vários times da NBA desempenharam papéis importantes no filme, incluindo Alex English (como o técnico do Cleveland Cavaliers), Dwayne Schintzius, Greg Ostertag e Rick Fox. Dennis Rodman, Buggies Muggsy, Vinny Del Negro, Vlade Divac, Bobby Phills, JR Reid, Terrell Brandon, Brad Daugherty, Mitch Richmond, Avery Johnson, Corie Blount, Larry Johnson, Randy Brown, Olden Polenice e Scott Burrell apareceram como eles mesmos. Gary Payton, Anthony Mason, Herb Williams e John Starks apareceram como streetballers. Kurt Rambis apareceu como o treinador dos Lakers. Chris Berman, Marv Albert e Walt Frazier também apareceram no filme como locutores.
  - Donald Trump, Rudy Giuliani, Ed Koch, Fabio Lanzoni e David Letterman também apareceram no filme. Gene Anthony Ray (que interpretou Leroy na série Fame e no filme de 1980) também aparece no filme como um coreógrafo associado, em um de seus últimos trabalhos no cinema, antes de sua morte em 2003.

## Trilha sonora
A trilha sonora do filme com músicas do gênero R&B/Hip-Hop foi lançada em 21 de maio de 1996 pela PolyGram Records.
1. "It's All the Way Live (Now)"- 4:19 (Coolio)
2. "Ain't No Love"- 4:08 (Forty Thevz)
3. "Where Ya At?"- 4:40 (Ill Al Skratch)
4. "Punch Drunk"- 3:31 (House Of Pain)
5. "Da Dribbol"- 3:48 (N.B. Hey)
6. "Scarred"- 3:30 (Luke)
7. "After Last Night"- 4:05 (Jodeci)
8. "Say It Again"- 4:24 (Nneka)
9. "Tell Me"- 4:13 (Dru Hill)
10. "Sistas"- 4:00 (Myron)
11. "Say That You're Ready"- 4:02 (J'Son)
12. "Rain Falls"- 4:07 (Darcus)
13. "Skills"- 4:39 (Stanley Clarke)
14. "Step up to the Line"- 3:55 (Mighty Reel
 featuring Kimberly Blake)